# 4615 Zinner
4615 Zinner је астероид главног астероидног појаса са средњом удаљеношћу од Сунца која износи 2,599 астрономских јединица (АЈ).
Апсолутна магнитуда астероида је 12,3.